# Grigorij Sokolov
Grigorij Lipmanovič Sokolov (rusky: Григо́рий Ли́пманович Соколо́в; * 18. dubna 1950 Leningrad) je španělský klavírní virtuos ruského původu žijící v Itálii. Jeho otec byl ruský Žid, matka Ruska. Od sedmi let studoval na Leningradské konzervatoři, ve věku 12 let přednesl v Moskvě svůj první klavírní recitál.
V roce 1966 získal zlatou medaili na 3. Mezinárodní klavírní soutěži Čajkovského v Moskvě. Předsedou jury byl Emil Gilels. Působí především jako sólový klavírista, poměrně málo nahrával a koncertoval s orchestry.
V Sovětském svazu 70. a 80. let 20. století byla Sokolovova kariéra velmi úspěšná, ale méně vystupoval v zahraničí. Mezitím absolvoval již více než 1000 koncertů po celém světě, které byly obecenstvem a kritiky přijaty s nadšením. Vystoupil mj. v Carnegie Hall v New Yorku a v sále Wiener Musikverein.
Sokolovovy nahrávky s francouzskou firmou Opus 111, která patří k tzv. Independent Label Naïve Records, obsahují díla Bacha, Beethovena, Brahmse a Chopina.
Sokolov je vdovec a žije v italské Veroně. Od roku 2022 má španělské občanství.